# 에가와 타츠야
에가와 타츠야(일본어: 江川達也 에가와 다쓰야[*], 1961년 3월 8일 ~ )는 일본의 만화가, 영화 감독, 각본가이다. 《골든 보이》, 《매지컬 타루루토군》 등의 만화를 그렸다.